# Adam Khudoyan
Adam Khudoyan (armeni: Ադամ Գեղամի Խուդոյան)  (Yerevan, 21 de febrer de 1921 - Yerevan, 1 d'abril de 2000) va ser un compositor armeni, premiat amb el títol oficial d'Activista de les Arts d'Armènia. Va formar part del Grup dels cinc armenis.
Va acabar els estudis al Conservatori Estatal de Yerevan el 1945. Va dirigir la Casa de Compositors d'Armènia i va ser secretari de la Unió de Compositors d'Armènia. Khudoyan va compondre tres sonates per a violoncel, una sonata per a duo de violoncel i una sonata per a violoncel "nostàlgia". El 1961 va escriure la "Sonata per a violoncel solista núm. 1".
Şahan Arzruni va escriure: «Personalment, trobo forts paral·lelismes entre l'enfocament musical de Khudoyan i el de Mússorgski. Igual que Mússorgski, Khudoyan va emprar progressions d'acords que són inusuals, il·limitades, fins i tot inacceptables per a les regles tradicionals de l'harmonia.